# Ulla Olin-Nilson
Ulla Olin-Nilson, folkbokförd Ulla Helena Olin-Nilsson, född 10 augusti 1920 i Tenala i Nyland i Finland, död 26 februari 2009 i Huskvarna i Sverige, var en svensk författare, poet och folkhögskollärare verksam i Nässjö.

## Biografi
Ulla Olin växte upp på en bondgård i den nyländska byn Tenala i södra Finland och tog studenten vid Zilliacuska skolan i Finland samt blev fil kand vid Helsingfors universitet 1944. Som lärare hade hon bland andra kända författare som Arvid Mörne, Emil Zilliacus och Hans Ruin. Hennes magisterarbete behandlade Arvid Mörne. Efter licentiatstudier i nordiska språk vid Lunds universitet (1946–1947) var hon anställd vid Schildts förlag i Helsingfors. Där kom hon i kontakt med bland andra författarna Hagar Olsson och Elmer Diktonius. 1948 gifte hon sig med folkhögskoleläraren Nils G Nilson och makarna bosatte sig i Nässjö. Där var hon under 35 år verksam som lärare vid Sörängens folkhögskola (1949–1985) där maken var rektor Under 1960–1970-talen var hon verksam som recensent av poesi i Hufvudstadsbladet.
Ulla Olin gav ut en rad diktsamlingar men slog igenom först 1986 och 1990 med samlingarna Vintertvätt och Eftervärme. Sin sista diktsamling Oförklarligt lysande gav hon ut 2002. Hon höll skrivarkurser i Nässjö och drog även igång den årliga poesifestivalen där 1987. Hon var under en period ordförande i Nässjö konstförening och i Smålands författarsällskap där hon också var antologiredaktör. 1993 valdes hon in i Smålands akademi. Hon ägde en omfattande samling originalupplagor av finlandssvensk lyrik vilken hon skänkte till Eksjö stadsbibliotek.

## Författarskap
Ulla Olin debuterade som 19-åring med diktsamlingen Vårbrytning 1939. Under de kommande åren publicerade hon ytterligare två diktsamlingar (Verklighetens idyller 1941 och Mörk ligger jorden 1943) som präglades av krigsårens påfrestningar. Under studieåren hade Olin kommit i kontakt med och inspirerats av de finska modernisterna Rabbe Enckell och Gunnar Björling. Havsfärd 1949 innebar ett första genombrott och recenserades positivt av Gunnar Björling.  Efter giftermålet och flytten till Sverige fylldes de kommande åren av yrkeslivet som lärare vid folkhögskolan i Nässjö och familjeliv som rektorshustru med tre barn. Med glesa intervall kom ytterligare några diktsamlingar fram till det svenska genombrottet med Vintertvätt 1986 och Eftervärme 1990. Dikterna utgick ofta från den vardagliga livsmiljön. Ulla Olins konstintresse framträdde också tydligt; flera dikter är beskrivningar av konstverk, "stilleben av ord".  Makens sjukdom och död 1988 satte djupa spår i diktningen. En svår trafikolycka medförde bestående sviter och erfarenheterna skildrades bland annat i Dröm om viktlöshet 1999.
Förutom lyrik publicerade Ulla Olin en samling brev mellan morföräldrarna Olga och Robert Rostedt (grundare och rektor vid Finns folkhögskola i Esbo) samt mellan Olga och Ida Nyström, Ulla Olins moster.

## Priser och utmärkelser
- 1990 – Signe Ekblad-Eldhs pris
- 1991 – Pär Lagerkvist-priset för diktsamlingen Eftervärme
- 1992 – Ferlinpriset
- 2001 – Samfundet De Nios Särskilda pris